# マイケル・アンダーソン
マイケル・アンダーソン（Michael Anderson, 1920年1月30日 - 2018年4月25日）は、イギリスの映画監督。

## 略歴
大叔母はアメリカで最初のシェイクスピア女優、両親とも俳優という芸能一家に生まれる。1938年から映画界に入り、助監督などを務めていたが、第二次世界大戦では英国軍に従軍した。終戦後、映画界に復帰する。1949年、映画監督に昇格する。

## 主な監督作
- 暁の出撃 The Dam Busters (1955)
- 八十日間世界一周 Around the World in 80 Days (1956)
- 1984 Nineteen Eighty-Four (1956)
- 生きていた男 Chase a Crooked Shadow （1958）＊アンバクスター主演傑作ミステリー
- メリー・ディア号の難破 The Wreck of the Mary Deare (1959)
- 六年目の疑惑 The Naked Edge (1961)
- あしやからの飛行 Flight from Ashiya (1964)
- さらばベルリンの灯 The Quiller Memorandum (1966)
- 栄光の座 The Shoes of the Fisherman (1968)
- ドクサベージの大冒険 DOC SAVAGE! THE MAN OF BRONZE (1975)
- 2300年未来への旅 Logan's Run (1976)
- オルカ Orca (1977)
- ネッシー NESSIE（1977）※日本の東宝とハマープロの日英合作映画として検討され、宣伝用ポスターと雛形も作られたものの制作中止となる。
- 火星年代記 The Martian Chronicles (1980) ミニシリーズ
- セパレート・バケーション/不倫の虫がムズムズ Separate Vacations (1986)
- ミレニアム/1000年紀 Millennium (1989)
- ピノキオ ニュー・アドベンチャー The New Adventures of Pinocchio (1999)